# Epistrophe euchromus
Epistrophe euchromus är en tvåvingeart som först beskrevs av Kowarz 1885.  Epistrophe euchromus ingår i släktet brynblomflugor, och familjen blomflugor.
Artens utbredningsområde är Tjeckien. Inga underarter finns listade i Catalogue of Life.